# Norberto Machline
Norberto Machline (* 11. September 1943; † 20. September 2023) war ein argentinischer Jazzmusiker (Piano, Vibraphon, Komposition).

## Leben und Wirken
Machline arbeitete im Laufe seiner langen Karriere an der Seite von Größen wie Roberto Fats Fernández und Gato Barbieri. Des Weiteren spielte er auch mit Duke Ellington, Count Basie, Ray Charles, Eddie Lockjaw Davis, Jimmy Cobb, Cootie Williams, Billy Hart, Cat Anderson, Curtis Fuller und Joe Newman. Der Musiker veröffentlichte fünf Alben unter seinem Namen, zwei davon mit dem Trio M3 mit Javier Malosetti und Norberto Minichillo, zwei weitere mit Alejandro Herrera und Pocho Lapouble und eines beim spanischen Label Blue Moon (Ain’t Misbehavin’). Machline war außerdem viele Jahre lang Teil eines Quartetts mit Jorge Negro González, Pocho Lapouble und Marcelo Mayor. Im Bereich des Jazz war er laut Tom Lord zwischen 1981 und 1996 an fünf Aufnahmesessions beteiligt, u. a. mit Néstor Astarita (Buenos Aires Jazz Fusion) und La Superbanda (Big Band Jazz, Vol.1/2). Er starb im September 2023 im Alter von 80 Jahren an Herzversagen.